# Jutta Paulus

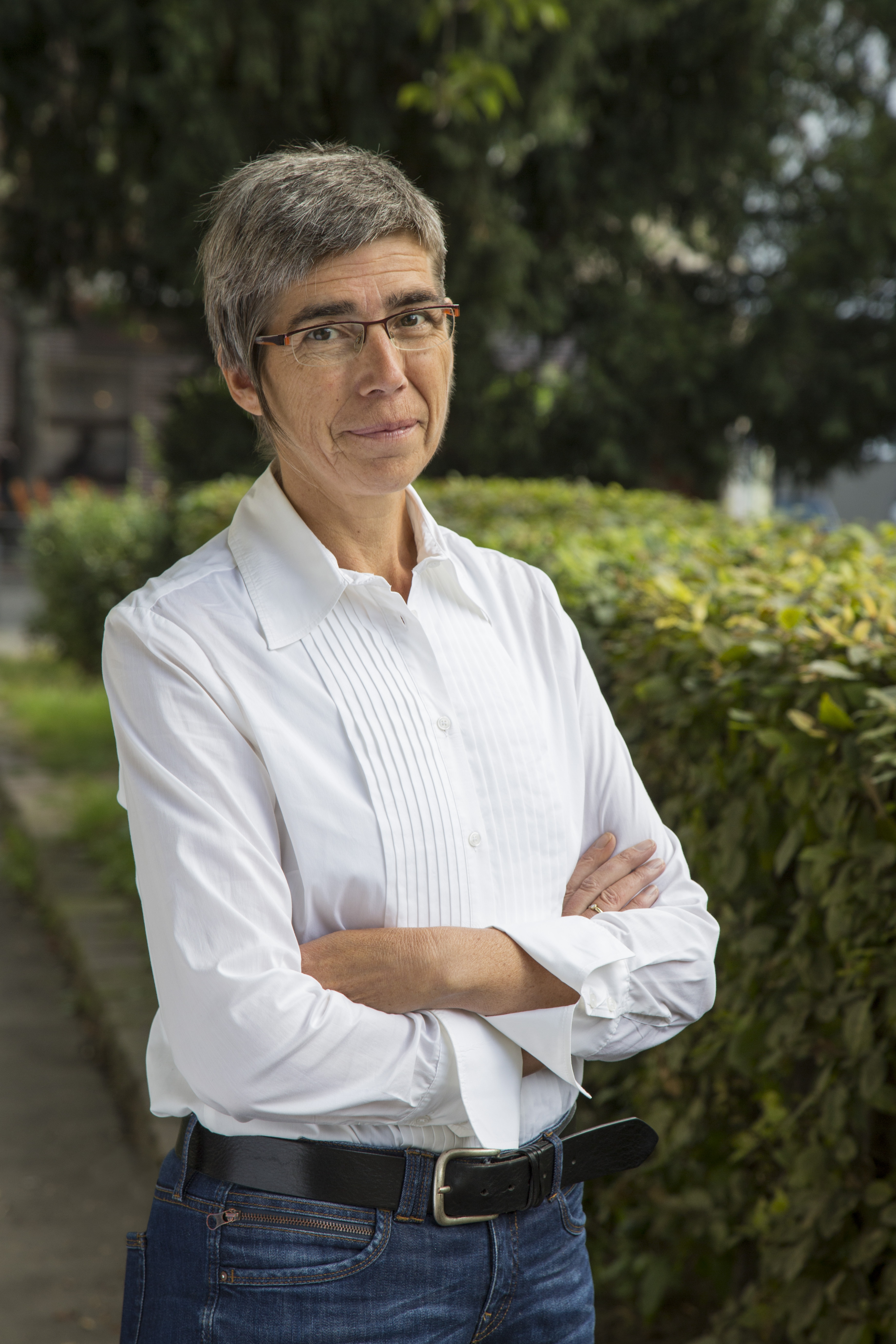
Jutta Paulus (2017)

Jutta Paulus (* 9. Mai 1967 in Gießen, geborene Wege) ist eine deutsche Politikerin (Bündnis 90/Die Grünen) und Naturwissenschaftlerin sowie ehemalige Geschäftsführerin des Labors LAUS GmbH im pfälzischen Kirrweiler. Seit 2019 ist sie Abgeordnete des Europäischen Parlaments für die Die Grünen/EFA. Das Magazin Politico Europe zählt Paulus zu den wichtigsten Politikern und Politikerinnen der Europäischen Union bei der Umsetzung des European Green Deal.

## Leben
Jutta Wege legte 1986 ihr Abitur an der Herderschule Gießen ab. Das Studium der Pharmazie an der Universität Marburg schloss sie 1990 mit dem zweiten Staatsexamen ab und zog nach Neustadt an der Weinstraße. Nach ihrem Pharmaziepraktikum und dem dritten Staatsexamen erhielt sie 1991 die Approbation als Apothekerin. Seit ihrer Heirat 1991 führt sie den Namen Jutta Paulus, den sie auch nach der Scheidung 2023 beibehielt.
Von 1991 bis 1998 arbeitete sie in einer öffentlichen Apotheke, gleichzeitig baute sie zusammen mit zwei Chemikern in Neustadt an der Weinstraße das Labor LAUS GmbH als Labor für Umwelt- und Schadstoffanalytik auf, das 2006 nach Kirrweiler umzog. Von 1999 bis 2012 agierte sie dort als Geschäftsführerin und bis 2014 als Leiterin der Qualitätssicherung. Ab 2015 war sie in der Stabsstelle Qualitäts- und Projektmanagement und als Leitung des Zentralarchivs am Marienhausklinikum Hetzelstift tätig, bis sie im Juni 2019 ins Europaparlament einzog. Jutta Paulus lebt mit ihrem Lebensgefährten in Neustadt an der Weinstraße.

## Politisches Engagement

### Anfänge
Während ihrer Studienzeit an der Universität Marburg arbeitete Paulus in den AStA-Referaten Internationalismus und Ökologie mit. 1987 trat sie der Partei Die Grünen bei und saß von 1988 bis 1990 im Stadtparlament Marburg.
In der Zeit ihrer Familien- und Berufsphase ließ Paulus ihr politisches Engagement ruhen. 2003 trat Paulus aufgrund ihrer Differenzen mit der Politik von Bündnis 90/Die Grünen in der rot-grünen Koalition aus der Partei aus.

### Politische Aktivitäten in Rheinland-Pfalz
2009 trat Paulus der Partei wieder bei, um sich umweltpolitisch zu engagieren. Sie kandidierte bei der Bundestagswahl 2013 als Direktkandidatin im Bundestagswahlkreis Neustadt – Speyer. Von 2014 bis 2018 war Paulus Sprecherin der Bundesarbeitsgemeinschaft Energie von Bündnis 90/Die Grünen. Nach der Landtagswahl in Rheinland-Pfalz 2016 nahm sie auf grüner Seite an den Koalitionsverhandlungen zur Bildung der Ampel-Regierung in Rheinland-Pfalz teil. Am 20. Mai 2017 wählten die Delegierten der Landesdelegiertenversammlung in Lahnstein Paulus zur Landesvorsitzenden der rheinland-pfälzischen Grünen an der Seite von Josef Winkler. Im Januar 2018 wurde sie bei der Bundesdelegiertenkonferenz von Bündnis 90/Die Grünen in Hannover in den 16-köpfigen Parteirat gewählt, dem sie bis November 2019 angehörte. Nach ihrem Einzug ins Europäische Parlament trat sie im November 2019 von ihrem Amt als Landesvorsitzende zurück und kandidierte auch nicht mehr für den Parteirat. 2021 nahm sie an den Koalitionsverhandlungen in Rheinland-Pfalz nach der Landtagswahl sowie in Berlin nach der Bundestagswahl teil.

### Europaparlament seit 2019
Im November 2018 kandidierte sie auf der Bundesdelegiertenkonferenz von Bündnis 90/Die Grünen für die Europawahlliste und wurde auf den 11. Platz der bundesweiten Liste für die Europawahl 2019 gewählt. Ihre Partei gewann bei der Europawahl im Mai 2019 mit 20,5 Prozent der Stimmen 21 der 96 deutschen Mandate, sodass Paulus direkt einzog. Sie trat der Fraktion Die Grünen/EFA bei.
Für die Fraktion ist sie Mitglied im Ausschuss für Umweltfragen, öffentliche Gesundheit und Lebensmittelsicherheit und für die Delegation für die Beziehungen zu Japan, sowie stellvertretendes Mitglied im Ausschuss für Industrie, Forschung und Energie und für die Delegation für die Beziehungen zu Kanada, sowie die Delegation im Parlamentarischen Stabilitäts- und Assoziationsausschuss EU-Albanien. Seit Brexit ist Paulus zudem stellvertretendes Mitglied im Ausschuss für Verkehr und Tourismus. Paulus war zudem stellvertretendes Mitglied im Sonderausschuss zu Krebsbekämpfung (November 2020 – März 2022) und Koordinatorin der Greens/EFA im Sonderausschuss zu den Erkenntnissen aus der COVID-19-Pandemie und Empfehlungen für die Zukunft (März 2022 – Juli 2023).
Paulus hat an zahlreichen zentralen Gesetzen des Europäischen Green Deal mitgearbeitet, darunter am EU-Renaturierungsgesetz, der neuen EU-Methan-Verordnung sowie der EU-Energieeffizienzrichtlinie. Paulus setzt sich im Europäischen Parlament für nachhaltige Treibstoffe in der Schiff- und Luftfahrt ein. Lloyd’s List wählte Paulus aufgrund ihres Einsatzes 2020 zusammen mit EU-Kommissionspräsidentin Ursula von der Leyen auf Platz 10 der einflussreichsten EU-Politikgestalter.

### Wahlen zum Europaparlament 2024
Am 24. Juni 2023 machte die Landesdelegiertenkonferenz Rheinland-Pfalz Jutta Paulus zur Spitzenkandidatin für die Bundesdelegiertenkonferenz zur Wahl der Europaliste.
Bei der Wahl zum Europaparlament 2024 zog Paulus, über den 9. Platz der bundesweiten Liste, erneut in das Europaparlament ein.

## Mitgliedschaften
Jutta Paulus ist Mitglied der überparteilichen Europa-Union Deutschland, die sich für ein föderales Europa und den europäischen Einigungsprozess einsetzt.